# Lars Gustafsson
Lars Gustafsson (Västerås, 17 de mayo de 1936-3 de abril de 2016) fue un poeta, novelista y estudioso sueco. Fue galardonado en 2009 con la Medalla Goethe.
Gustafsson era uno de los más prolíficos escritores suecos desde August Strindberg. Desde finales de los años cincuenta, produjo una extensísima obra literaria, compuesta por novelas, poemarios, cuentos, ensayos y editoriales. 
Obtuvo diversos galardones internacionales, como el Prix International Charles Veillon des Essais en 1983, el Heinrich Steffens Preis en 1986, Una Vita per la Letteratura en 1989, un John Simon Guggenheim Memorial Foundation Fellowship para poesía en 1994 y otros más.
Fue también nominado para el Premio Nobel de Literatura. 

## Biografía
Se graduó en secundaria en el Västerås gymnasium y continuó sus estudios en la Universidad de Upsala donde se licenció en 1960, consiguiendo el doctorado en filosofía teórica en 1978. 
En 1981 Gustafsson se convirtió al judaísmo.
Vivió en Austin hasta el 2003, cuando regresó a Suecia. En Estados Unidos trabajó como profesor en la Universidad de Texas en Austin, donde enseñó Filosofía y Escritura creativa hasta mayo del 2006 en que se jubiló.

## Análisis de su obra
Sus obras más importantes han sido traducidas a quince idiomas y Harold Bloom lo incluyó en su lista de autores canónicos de la literatura universal en su libro El canon occidental (1994). John Updike lo elogió especialmente por su obra La muerte de un apicultor en su colección de críticas Hugging The Shore. 
Muerte de un apicultor, escrita en 1978, es su obra más aclamada, además de haber sido un éxito comercial. La crítica Eva Stenskaer ha comentado su aparente sencillez y su gran carga lírica, señalando que solo un gran artista podría haberla escrito. Su tema principal es la agonía de la enfermedad, tratada a través de las anotaciones de Vesslan, un apicultor que se está muriendo por cáncer. La innovadora estructura del libro permite a Gustafsson explorar la identidad a través de su expresión en una gran variedad de formas: imaginación, memoria e incluso los detalles mundanos de la vida. El tema se revela a través de una fórmula que el protagonista repite a lo largo de la novela: "Nunca avanzamos. Siempre empezamos de nuevo."
El propio Gustafsson describió su novela como un libro sobre el dolor que cuenta un viaje hacia el centro donde el dolor manda y donde no puede tolerar rival alguno.
En 2003, su serie Sprickorna i Muren, que explora la cuestión de la identidad a través de las rupturas de la personalidad individual, fue adaptada al cine dirigida por Jimmy Karlsson.
Aunque el problema de la identidad ha sido el tema definitorio de la obra de Gustafsson, su crítica social ha enfadado con frecuencia a la élite cultural sueca. Como consecuencia de ello, en Suecia está considerado como un escritor controvertido antes que como uno aceptado por el sistema cultural.
A la pregunta de dónde encontraba su inspiración, Gustafsson respondía que escuchando y mirando. Entendía que la creatividad no tiene reglas:

Tú puedes conseguir una idea para una novela de algo insignificante que alguien dice, o simplemente de un cara que ves. Un rabino me dijo en cierta ocasión que cuando Dios habla a Moisés en la zarza, no lo hace con una voz atronadora, sino con una voz muy frágil. Tú tienes que escucharla atentamente. Tienes que ser muy perspicaz.

En mayo de 2009, Lars Gustafsson declaró que votaría por el Pirate Party en las elecciones al Parlamento Europeo.

## Obras traducidas al español
- Muerte de un apicultor, El Aleph, 1986. Nórdica Libros, 2006 y 2016.
- Segismundo, El Aleph Editores, 1987.
- Fiesta familiar, El Aleph Editores, 1998.
- Música fúnebre para masones, Versal, 1988.
- Olor a lana, El Aleph Editores, 1988.
- El Sr. Gustafsson en persona, El Aleph Editores, 1988.
- El tercer enroque de Bernard Foy, Versal, 1988.
- El extraño animal del norte, Anaya y Mario Muchnik, 1992.
- La tarde de un solador, Anaya y Mario Muchnik, 1996.
- Windy habla: de su vida, de los que han desaparecido y de los que aún están aquí, Akal, 2003.
- La historia del perro. Sacada de los diarios y cartas de un juez de quiebras de Texas, Akal, 2009.
- El Decano, Akal, 2010.